# Galerie René Drouin
Pour les articles homonymes, voir Drouin et René Drouin.
La Galerie René Drouin est une galerie d'art moderne et contemporain, installée à Paris, au 17, place Vendôme de 1939 à 1950, puis au 5, rue Visconti, de 1954-1962. Gérée par René Drouin (1905-1979), elle accueillait toutes les formes artistiques d'avant-garde, pendant et après la guerre. Drouin a aussi édité un grand nombre d'ouvrages, des catalogues d'exposition surtout, considérés comme des ouvrages de bibliophilie.

## Historique
René Drouin a d'abord été élève à l'École spéciale d'architecture puis dessinateur de mobilier contemporain à partir de 1930.
Avec Leo Castelli, réfugié italien, il ouvre une galerie d'art au 17, place Vendôme avec sa première exposition le 5 juillet 1939, orchestrée par Leonor Fini et Eugène Berman, centrée sur des œuvres proches de l'esprit des surréalistes : ce fut un gros succès. Dès le début de l'Occupation, Castelli quitte la France. La galerie est ensuite gérée uniquement par René Drouin. En exposant des artistes souvent contestés, d'avant-garde ou marginaux, Drouin se met en danger vis-à-vis de la critique officielle et du public. La première exposition de Dubuffet lui vaut des insultes et des lettres anonymes. 
Drouin est surtout un amateur d'art mais un très mauvais commerçant. La galerie est heureusement soutenue par des personnalités influentes telles que Jean Paulhan, André Malraux, Jean-Paul Sartre ou Henri Michaux, dont les gouaches et les encres ont été exposées pour la première fois dans cette galerie, et elle bénéficiait aussi du soutien de Georges Limbour ou Marcel Arland
Malheureusement, les artistes que la galerie lançait et qui allaient valoir des fortunes quelques années plus tard, n'étaient que très peu achetés. La galerie René Drouin du 17, place Vendôme, ferme ses portes en 1950 et les rouvre au 5, rue Visconti, de 1954 à 1962. En 1965, la galerie René Drouin devenue éditions René Drouin publie encore un catalogue rédigé par Jean-Paul Sartre : Wols.
Le fils de René Drouin, Jean-Claude Drouin, architecte, réalisera dans les années 1960-1970 l'aménagement de plusieurs galeries d'art parisiennes, dont celle d'Ileana Sonnabend, première épouse de Leo Castelli.
Considéré comme visionnaire, René Drouin a fait l'objet d'une exposition et d'un ouvrage collectif René Drouin, le spectateur des arts 1939-1962 en 2001, publié par le Musée Sainte-Croix des Sables-d'Olonne, également répertorié à la bibliothèque Kandinsky du Centre Pompidou.

## Expositions et publications de la galerie
La liste des expositions et des publications de catalogues qui s'y rapportent est longue. Elle commence en 1943 avec l'exposition d'artistes encore peu connus comme Wols, ou Jean Fautrier, dont le catalogue est rédigé par Jean Paulhan . En 1944, la galerie accueille Exposition de tableaux et dessins de Jean Dubuffet, du vendredi 20 octobre au samedi 18 novembre, dont le catalogue a été rédigé par Jean Paulhan. En 1945 la galerie expose le groupe Art concret créé par Theo van Doesburg qui comprend notamment : Jean Arp, Robert Delaunay, Sonia Delaunay, César Domela, Otto Freundlich, Jean Gorin, Auguste Herbin, Vassily Kandinsky, Alberto Magnelli, Piet Mondrian, Anton Pevsner, Sophie Taeuber-Arp, du 15 juin au 13 juillet 1945. Puis la même année, l'activité de la galerie se poursuit avec Exposition d'œuvres récentes comprenant les artistes André Fougeron, Léon Gischia, Jean Le Moal, Alfred Manessier, Édouard Pignon, Gabriel Robin, Gustave Singier, Francis Tailleux, Pierre Tal Coat, du 11 mai au 9 juin 1945 .
En 1946 Camille Bourniquel préface l'exposition Trois peintres, Le Moal, Manessier, Singier. En 1956, l'exposition « Tensions » réunit Jean Degottex, Simon Hantaï, Judit Reigl et Claude Viseux.
Le document ressource pour la liste intégrale des expositions et des publications de la Galerie René Drouin se trouve sur la notice du Centre pompidou virtuel.
Les catalogues édités par la galerie René Drouin étaient considérés comme de véritables ouvrages de bibliophilie. Les éditions de la galerie publiaient également des ouvrages sur l'art et bibliophiliques : Le Portrait français par Louis Hourticq en 1943 ou Poésie pour pouvoir par Henri Michaux réalisé en quelques très rares exemplaires avec la collaboration d'Aline Gagnaire et Michel Tapié en 1949 (un exemplaire est conservé par la bibliothèque littéraire Jacques-Doucet à Paris).